# Élections au Parlement de Catalogne de 1980
Les élections au Parlement de Catalogne de 1980 (en catalan : Eleccions al Parlament de Catalunya de 1980, en espagnol : Elecciones al Parlamento de Cataluña de 1980) se tiennent le jeudi 20 mars 1980, afin d'élire les 135 députés de la Ire législature du Parlement de Catalogne pour un mandat de quatre ans.

## Mode de scrutin
Le Parlement de Catalogne (Parlament de Catalunya) est une assemblée parlementaire monocamérale constituée de 135 députés (diputats) élu pour une législature de quatre ans au suffrage universel direct selon les règles du scrutin proportionnel d'Hondt par l'ensemble des personnes résidant dans la communauté autonome où résidant momentanément à l'extérieur de celle-ci, si elles en font la demande.
La communauté autonome de Catalogne ne s'étant pas dotée d'une loi électorale propre, la quatrième disposition transitoire du statut d'autonomie dispose que le Parlement est élu dans les mêmes conditions que le Congrès des députés. Elle précise par ailleurs que « Les circonscriptions électorales seront les quatre provinces de Barcelone, Gérone, Lérida et Tarragone. Le Parlement de Catalogne sera composé par 135 députés, desquels la circonscription de Barcelone élira un député pour 50 000 habitants, avec au plus 85 députés. Les circonscriptions de Gérone, Lérida et Tarragone éliront au moins six députés, plus un par tranche de 40 000 habitants, obtenant respectivement 17, 15 et 18 députés. ».

### Présentation des candidatures
Peuvent présenter des candidatures
- les partis ou fédérations politiques enregistrées auprès du registre des associations politiques du ministère de l'Intérieur ;
- les coalitions électorales de ces mêmes partis ou fédérations dûment constituées et inscrites auprès de la commission électorale au plus tard 15 jours après la convocation du scrutin ;
- et les électeurs de la circonscription, en nombre d'au moins 500 et représentant au plus 0,1 % des inscrits.

### Répartition des sièges
Seules les listes ayant recueilli au moins 3 % des suffrages valides peuvent participer à la répartition des sièges à pourvoir dans une circonscription, qui s'organise en suivant différentes étapes : 
- les listes sont classées en une colonne par ordre décroissant du nombre de suffrages obtenus ;
- les suffrages de chaque liste sont divisés par 1, 2, 3... jusqu'au nombre de députés à élire afin de former un tableau ;
- les mandats sont attribués selon l'ordre décroissant des quotients ainsi obtenus[2].

Lorsque deux listes obtiennent un même quotient, le siège est attribué à celle qui a le plus grand nombre total de voix ; lorsque deux candidatures ont exactement le même nombre total de voix, l'égalité est résolue par tirage au sort et les suivantes de manière alternative.

## Campagne

### Principales forces politiques
| Force politique | Force politique                                                              | Force politique | Chef de file     | Idéologie                                                       | Résultats en 1979          |
| --------------- | ---------------------------------------------------------------------------- | --------------- | ---------------- | --------------------------------------------------------------- | -------------------------- |
|                 | Parti des socialistes de Catalogne Partit dels Socialistes de Catalunya      | PSC             | Joan Reventós    | Centre gauche Social-démocratie, progressisme, catalanisme      | 29,7 % des voix 17 députés |
|                 | Centristes de Catalogne Centristes de Catalunya                              | CC-UCD          | Anton Cañellas   | Centre Social-libéralisme, démocratie chrétienne, régionalisme  | 19,4 % des voix 12 députés |
|                 | Parti socialiste unifié de Catalogne Partit Socialista Unificat de Catalunya | PSUC            | Josep Benet      | Gauche Marxisme-léninisme, communisme, catalanisme              | 17,4 % des voix 8 députés  |
|                 | Convergence et Union Convergència i Unió                                     | CiU             | Jordi Pujol      | Centre droit Libéralisme, démocratie chrétienne, catalanisme    | 16,4 % des voix 8 députés  |
|                 | Gauche républicaine de Catalogne Esquerra Republicana de Catalunya           | ERC             | Heribert Barrera | Gauche Socialisme démocratique, républicanisme, indépendantisme | 4,2 % des voix 1 député    |

## Résultats
| Représentation en hémicycle sur un axe gauche-droite du résultat. |                                                   |           |       |        |  |  |
| Partis                                                            | Partis                                            | Voix      | %     | Sièges |  |  |
|                                                                   | Convergence et Union (CiU)                        | 752 943   | 27,83 | 43     |  |  |
|                                                                   | Parti des socialistes de Catalogne (PSC)          | 606 717   | 22,43 | 33     |  |  |
|                                                                   | Parti socialiste unifié de Catalogne (PSUC)       | 507 753   | 18,77 | 25     |  |  |
|                                                                   | Centristes de Catalogne (CC-UCD)                  | 286 922   | 10,61 | 18     |  |  |
|                                                                   | Gauche républicaine de Catalogne (ERC)            | 240 871   | 8,90  | 14     |  |  |
|                                                                   | Parti socialiste d'Andalousie-Parti andalou (PSA) | 71 841    | 2,66  | 2      |  |  |
|                                                                   | Solidarité catalane (SC) (ca)                     | 64 004    | 2,37  | 0      |  |  |
|                                                                   | Nationalistes de gauche (NE) (ca)                 | 44 798    | 1,66  | 0      |  |  |
|                                                                   | Unité pour le socialisme (UPS) (ca)               | 33 086    | 1,22  | 0      |  |  |
|                                                                   | Fuerza Nueva (FN)                                 | 27 807    | 1,03  | 0      |  |  |
|                                                                   | BEAN-Unité populaire (BEAN-UP) (ca)               | 14 077    | 0,52  | 0      |  |  |
|                                                                   | Autres listes                                     | 41 119    | 1,52  | 0      |  |  |
|                                                                   | Blanc                                             | 13 475    | 0,50  |        |  |  |
|                                                                   |                                                   |           |       |        |  |  |
| Votes valides                                                     | Votes valides                                     | 2 705 413 | 99,50 |        |  |  |
| Votes nuls                                                        | Votes nuls                                        | 13 475    | 0,50  |        |  |  |
| Total                                                             | Total                                             | 2 718 888 | 100   | 135    |  |  |
| Abstentions                                                       | Abstentions                                       | 1 713 888 | 38,66 |        |  |  |
| Inscrits / Participation                                          | Inscrits / Participation                          | 4 432 776 | 61,34 |        |  |  |